# 麥克爾羅伊山
74°9′S 63°12′W / 74.150°S 63.200°W
麥克爾羅伊山（英語：Mount McElroy），是南極洲的山峰，位於帕爾默地東南部，處於赫頓山脈西端，由美國探險隊發現，該山峰現時由南極條約體系管理。